# Brent Maddock
Pour les articles homonymes, voir Maddock (homonymie).
Brent Maddock est un scénariste et producteur américain, né en 1950. Il signe très souvent ses scénarios en collaboration avec S. S. Wilson.

## Filmographie

### Cinéma
Scénariste
- 1986 : Short Circuit
- 1987 : Miracle sur la 8e rue
- 1988 : Appelez-moi Johnny 5
- 1990 : Tremors
- 1990 : Ghost Dad
- 1993 : Drôles de fantômes
- 1996 : Tremors 2 : Les Dents de la Terre
- 1999 : Wild Wild West
- 2001 : Tremors 3 : Le Retour
- 2004 : Tremors 4 : La Légende commence

Réalisateur
- 2001 : Tremors 3 : Le Retour

Producteur
- 1990 : Tremors
- 1996 : Tremors 2 : Les Dents de la Terre
- 2004 : Tremors 4 : La Légende commence

Consultant
- 1988 : Le Petit Dinosaure et la Vallée des merveilles

### Télévision
Scénariste
- 2003 : Tremors (13 épisodes)

## Distinctions
Récompenses
Nominations
- Saturn Award :
  - Saturn Award du meilleur scénario 1994 (Drôles de fantômes)
- Razzie Awards :
  - Pire scénario 2000 (Wild Wild West)